# Boerhavia litoralis
Boerhavia litoralis är en underblomsväxtart som beskrevs av Carl Sigismund Kunth. Boerhavia litoralis ingår i släktet Boerhavia och familjen underblomsväxter. Inga underarter finns listade i Catalogue of Life.